# Tour de Catalogne 2001
Le Tour de Catalogne 2001 est la 81e édition du Tour de Catalogne, une course cycliste par étapes en Espagne. L’épreuve se déroule sur 8 étapes du 21 au 28 juin 2001 sur un total de 1 014,7 km. Le vainqueur final est l'Espagnol Joseba Beloki de l’équipe ONCE-Eroski, devant Igor González de Galdeano et Fernando Escartín.

## Étapes
| Étape | Date    | Parcours                                                  | km    | Vainqueur d’étape       | Leader du classement général    |
| ----- | ------- | --------------------------------------------------------- | ----- | ----------------------- | ------------------------------- |
| 1     | 21 juin | Sabadell – Sabadell (clm/éq)                              | 24,4  | ONCE-Eroski (ESP)       | Marcos Serrano (ESP)            |
| 2     | 22 juin | Sabadell – Blanes                                         | 173,5 | Max van Heeswijk (NED)  | Marcos Serrano (ESP)            |
| 3     | 23 juin | Blanes – L'Hospitalet de Llobregat                        | 148,6 | Romāns Vainšteins (LAT) | Santos González (ESP)           |
| 4     | 24 juin | Barcelone - Barcelone                                     | 115,8 | Joseba Beloki (ESP)     | Marcos Serrano (ESP)            |
| 5     | 25 juin | La Granada – Vila-seca                                    | 178,2 | Óscar Laguna (ESP)      | Marcos Serrano (ESP)            |
| 6     | 26 juin | Les Borges Blanques – Boí Taüll                           | 184,2 | Ivan Gotti (ITA)        | Igor González de Galdeano (ESP) |
| 7     | 27 juin | Taüll – Els Cortals d'Encamps (AND)                       | 176,1 | Daniele De Paoli (ITA)  | Igor González de Galdeano (ESP) |
| 8     | 28 juin | Sant Julià de Lòria (AND) – Alt de la Rabassa (AND) (clm) | 13,9  | Joseba Beloki (ESP)     | Joseba Beloki (ESP)             |

### 1reétape
21-06-2001: Sabadell – Sabadell, 24,4 km (clm/éq):
|   | Équipe             | Pays    | Temps       |
| - | ------------------ | ------- | ----------- |
| 1 | ONCE-Eroski        | Espagne | 25 min 13 s |
| 2 | Festina            | France  | + 47 s      |
| 3 | Kelme-Costa Blanca | Espagne | + 53 s      |

|   | Cycliste              | Équipe      | Temps       |
| - | --------------------- | ----------- | ----------- |
| 1 | Marcos Serrano (ESP)  | ONCE-Eroski | 25 min 13 s |
| 2 | Santos González (ESP) | ONCE-Eroski | m. t.       |
| 3 | Jörg Jaksche (GER)    | ONCE-Eroski | m. t.       |

### 2eétape
22-06-2001: Sabadell – Blanes, 173,5 km :
|   | Cycliste               | Équipe           | Temps           |
| - | ---------------------- | ---------------- | --------------- |
| 1 | Max van Heeswijk (NED) | Domo-Farm Frites | 4 h 46 min 48 s |
| 2 | Danilo Hondo (GER)     | Telekom          | m. t.           |
| 3 | Sven Teutenberg (GER)  | Festina          | m. t.           |

|   | Cycliste                        | Équipe      | Temps           |
| - | ------------------------------- | ----------- | --------------- |
| 1 | Marcos Serrano (ESP)            | ONCE-Eroski | 5 h 12 min 04 s |
| 2 | Santos González (ESP)           | ONCE-Eroski | m. t.           |
| 3 | Igor González de Galdeano (ESP) | ONCE-Eroski | + 5 s           |

### 3eétape
23-06-2001: Blanes – L'Hospitalet de Llobregat, 148,6 km :
|   | Cycliste                | Équipe           | Temps           |
| - | ----------------------- | ---------------- | --------------- |
| 1 | Romāns Vainšteins (LAT) | Domo-Farm Frites | 3 h 40 min 05 s |
| 2 | Sven Teutenberg (GER)   | Festina          | m. t.           |
| 3 | Lars Michaelsen (DEN)   | Team Coast       | m. t.           |

|   | Cycliste                        | Équipe      | Temps           |
| - | ------------------------------- | ----------- | --------------- |
| 1 | Santos González (ESP)           | ONCE-Eroski | 8 h 52 min 09 s |
| 2 | Marcos Serrano (ESP)            | ONCE-Eroski | m. t.           |
| 3 | Igor González de Galdeano (ESP) | ONCE-Eroski | + 5 s           |

### 4eétape
24-06-2001: Barcelone - Barcelone, 115,8 km :
|   | Cycliste                             | Équipe             | Temps           |
| - | ------------------------------------ | ------------------ | --------------- |
| 1 | Joseba Beloki (ESP)                  | ONCE-Eroski        | 2 h 45 min 15 s |
| 2 | Óscar Sevilla (ESP)                  | Kelme-Costa Blanca | m. t.           |
| 3 | Miguel Ángel Martín Perdiguero (ESP) | Cantina Tollo      | + 3 s           |

|   | Cycliste                        | Équipe      | Temps            |
| - | ------------------------------- | ----------- | ---------------- |
| 1 | Marcos Serrano (ESP)            | ONCE-Eroski | 11 h 37 min 27 s |
| 2 | Igor González de Galdeano (ESP) | ONCE-Eroski | + 5 s            |
| 3 | Joseba Beloki (ESP)             | ONCE-Eroski | + 6 s            |

### 5eétape
25-06-2001: La Granada – Vila-seca, 178,2 km :
|   | Cycliste              | Équipe                    | Temps           |
| - | --------------------- | ------------------------- | --------------- |
| 1 | Óscar Laguna (ESP)    | Colchón Relax-Fuenlabrada | 4 h 24 min 26 s |
| 2 | Julian Dean (NZL)     | US Postal                 | + 10 s          |
| 3 | Koos Moerenhout (NED) | Domo-Farm Frites          | + 13 s          |

|   | Cycliste                        | Équipe      | Temps            |
| - | ------------------------------- | ----------- | ---------------- |
| 1 | Marcos Serrano (ESP)            | ONCE-Eroski | 16 h 06 min 53 s |
| 2 | Igor González de Galdeano (ESP) | ONCE-Eroski | + 5 s            |
| 3 | Joseba Beloki (ESP)             | ONCE-Eroski | + 6 s            |

### 6eétape
26-06-2001: Les Borges Blanques – Boí Taüll, 184,2 km :
|   | Cycliste             | Équipe                   | Temps           |
| - | -------------------- | ------------------------ | --------------- |
| 1 | Ivan Gotti (ITA)     | Alessio                  | 4 h 58 min 50 s |
| 2 | Aitor Kintana (ESP)  | Jazztel-Costa de Almeria | + 5 s           |
| 3 | Aitor González (ESP) | Kelme-Costa Blanca       | + 8 s           |

|   | Cycliste                        | Équipe             | Temps            |
| - | ------------------------------- | ------------------ | ---------------- |
| 1 | Igor González de Galdeano (ESP) | ONCE-Eroski        | 21 h 06 min 07 s |
| 2 | Aitor González (ESP)            | Kelme-Costa Blanca | + 34 s           |
| 3 | Eladio Jiménez (ESP)            | iBanesto.com       | + 1 min 00 s     |

### 7eétape
27-06-2001: Taüll – Els Cortals d'Encamps, 176,1 km :
|   | Cycliste                | Équipe                  | Temps           |
| - | ----------------------- | ----------------------- | --------------- |
| 1 | Daniele De Paoli (ITA)  | Mercatone Uno-Stream TV | 4 h 47 min 53 s |
| 2 | Fernando Escartín (ESP) | Team Coast              | +1 min 20 s     |
| 3 | Joseba Beloki (ESP)     | ONCE-Eroski             | m. t.           |

|   | Cycliste                        | Équipe             | Temps            |
| - | ------------------------------- | ------------------ | ---------------- |
| 1 | Igor González de Galdeano (ESP) | ONCE-Eroski        | 26 h 06 min 05 s |
| 2 | Joseba Beloki (ESP)             | ONCE-Eroski        | + 18 s           |
| 3 | Aitor González (ESP)            | Kelme-Costa Blanca | + 24 s           |

### 8eétape
28-06-2001: Sant Julià de Lòria – Alt de la Rabassa, 13,9 km (clm):
|   | Cycliste                        | Équipe      | Temps       |
| - | ------------------------------- | ----------- | ----------- |
| 1 | Joseba Beloki (ESP)             | ONCE-Eroski | 33 min 47 s |
| 2 | Fernando Escartín (ESP)         | Team Coast  | +15 s       |
| 3 | Igor González de Galdeano (ESP) | ONCE-Eroski | +55 s       |

|   | Cycliste                        | Équipe      | Temps            |
| - | ------------------------------- | ----------- | ---------------- |
| 1 | Joseba Beloki (ESP)             | ONCE-Eroski | 26 h 40 min 14 s |
| 2 | Igor González de Galdeano (ESP) | ONCE-Eroski | + 33 s           |
| 3 | Fernando Escartín (ESP)         | Team Coast  | + 41 s           |

## Classement général
|    | Cycliste                        | Équipe                    | Temps            |
| -- | ------------------------------- | ------------------------- | ---------------- |
| 1  | Joseba Beloki (ESP)             | ONCE-Eroski               | 26 h 40 min 14 s |
| 2  | Igor González de Galdeano (ESP) | ONCE-Eroski               | + 33 s           |
| 3  | Fernando Escartín (ESP)         | Team Coast                | + 41 s           |
| 4  | Aitor González (ESP)            | Kelme-Costa Blanca        | + 1 min 44 s     |
| 5  | Óscar Sevilla (ESP)             | Kelme-Costa Blanca        | + 3 min 03 s     |
| 6  | Eladio Jiménez (ESP)            | iBanesto.com              | + 3 min 04 s     |
| 7  | Haimar Zubeldia (ESP)           | Euskaltel-Euskadi         | + 3 min 40 s     |
| 8  | Marzio Bruseghin (ITA)          | iBanesto.com              | + 3 min 57 s     |
| 9  | Unai Osa (ESP)                  | iBanesto.com              | + 5 min 11 s     |
| 10 | Juan Antonio Flecha (ESP)       | Colchón Relax-Fuenlabrada | + 5 min 28 s     |

## Classements annexes
|   | Cycliste               | Équipe                  | Points     |
| - | ---------------------- | ----------------------- | ---------- |
| 1 | Félix Cárdenas (COL)   | Kelme-Costa Blanca      | 105 Points |
| 2 | Daniele De Paoli (ITA) | Mercatone Uno-Stream TV | 80 Points  |
| 3 | Joseba Beloki (ESP)    | ONCE-Eroski             | 46 Points  |

|   | Cycliste                 | Équipe                    | Points   |
| - | ------------------------ | ------------------------- | -------- |
| 1 | Carlos Golbano (ESP)     | Jazztel-Costa de Almeria  | 8 Points |
| 2 | César García Calvo (ESP) | Colchón Relax-Fuenlabrada | 7 Points |
| 3 | Ivan Gotti (ITA)         | Alessio                   | 4 Points |

|   | Cycliste                | Équipe             | Points    |
| - | ----------------------- | ------------------ | --------- |
| 1 | Joseba Beloki (ESP)     | ONCE-Eroski        | 74 Points |
| 2 | Aitor González (ESP)    | Kelme-Costa Blanca | 61 Points |
| 3 | Fernando Escartín (ESP) | Team Coast         | 54 Points |

|   | Équipe             | Pays    | Temps            |
| - | ------------------ | ------- | ---------------- |
| 1 | iBanesto.com       | Espagne | 80 h 06 min 44 s |
| 2 | ONCE-Eroski        | Espagne | + 21 s           |
| 3 | Kelme-Costa Blanca | Espagne | + 3'59 s         |

## Évolution des classements
| Étape (Vainqueur d’étape)       | Classement général        | Classement de la montagne | Classement par points | Classement par équipes |
| ------------------------------- | ------------------------- | ------------------------- | --------------------- | ---------------------- |
| 0Étape 1 (clm/éq) (ONCE-Eroski) | Marcos Serrano            | non-attribué              | non-attribué          | ONCE-Eroski            |
| 0Étape 2 (Max van Heeswijk)     | Marcos Serrano            | Fabio Roscioli            | Max van Heeswijk      | ONCE-Eroski            |
| 0Étape 3 (Romāns Vainšteins)    | Santos González           | Fabio Roscioli            | Sven Teutenberg       | ONCE-Eroski            |
| 0Étape 4 (Joseba Beloki)        | Marcos Serrano            | Félix Cárdenas            | Sven Teutenberg       | ONCE-Eroski            |
| 0Étape 5 (Óscar Laguna)         | Marcos Serrano            | Félix Cárdenas            | Sven Teutenberg       | Kelme-Costa Blanca     |
| 0Étape 6 (clm) (Ivan Gotti)     | Igor González de Galdeano | Félix Cárdenas            | Sven Teutenberg       | iBanesto.com           |
| 0Étape 7 (Daniele De Paoli)     | Igor González de Galdeano | Félix Cárdenas            | Aitor González        | iBanesto.com           |
| 0Étape 8 (Joseba Beloki)        | Joseba Beloki             | Félix Cárdenas            | Joseba Beloki         | iBanesto.com           |